# Ekvatorska protustruja
Ekvatorska protustruja je topla morska struja u Tihom (oko 5° zemljopisne širine sjeverno od ekvatora) i u Indijskom oceanu (0° do 10° južne zemljopisne širine).
To je grana tropskog kruženja struja koja teče prema istoku i vraća dio vodenih masa koje su Sjeverna i Južna ekvatorska struja odnijele na zapad. Zasniva se uglavnom na kretanju kao reakciji na prema zapadu strujećim pasatima.
Ova struja je u Tihom oceanu cjelogodišnja, dok se u Indijskom oceanu pojavljuje samo u ljetnim mjesecima (od svibnja do listopada).
I u Atlantskom oceanu postoji cjelogodišnje strujanje u suprotnom sjmeru od Sjeverne i Južne ekvatorske struje. U Atlantiku ova struja nosi ime Gvinejska struja.
vidjeti i termohalinska pokretna traka

## Vanjske poveznice
- Shematski prikaz važnijih morskih struja
- Sjeverna ekvatorska protustruja  Arhivirana inačica izvorne stranice od 21. travnja 2021. (Wayback Machine) Barbie Bischof, Arthur J. Mariano, Edward H. Ryan
- Osnove fizičke geografije Michael Pidwirny, uključena karta